# 胡珉
胡珉（1405年—？），字文珮，直隸廬州府舒城縣人，民籍。明朝政治人物。進士出身。

## 生平
正統三年（1438年）戊午科應天府鄉試第二十一名。正統七年（1442年）壬戌科會試第九十二名，殿試登進士第二甲第三十二名。

## 家族
曾祖父胡聰，曾任元本縣教諭。祖父胡拱辰，曾任丹陽知縣。父亲胡泰，曾任陝西咸寧縣主簿。